# Psamathe (měsíc)
Psamathe je jedním z měsíců planety Neptun. Byl objeven v roce 2003 Scottem Sheppardem a Davidem Jewittem. Je pojmenovaný po Psamathe, jedné z Néreoven z řecké mytologie. Jeho původní označení bylo S/2003 N 1. Obíhá planetu ve vzdálenosti zhruba 49 695 000 km a jeden jeho oběh trvá okolo 25 pozemských let. Jeho průměr je okolo 38 km.